# Gazella gazella cora
Sous-espèce
Synonymes
- Antilope cora Smith, 1827 - protonyme

Gazella gazella cora est une sous-espèce de Gazella gazella (famille des Bovidae). Son nom vernaculaire français est « Gazelle des montagnes » et, en anglais, « Arabian Mountain Gazelle ».

## Distribution
Gazella gazella cora se rencontre dans la péninsule arabique.

## Étymologie
Son nom spécifique, du grec ancien κόρη, kórê, « jeune fille », lui a été donné au fait que l'auteur a tout d'abord pensé qu'il s'agissait d'un juvénile de Procapra gutturosa.

## Publication originale
(en) Charles Hamilton Smith, « The Seventh Order of the Mammalia - The Ruminantia (Pecora. Lin.) », The class Mammalia, vol. 4,‎ 1827, p. 1-428 (lire en ligne, consulté le 16 mars 2019). 